# 千葉県営鉄道

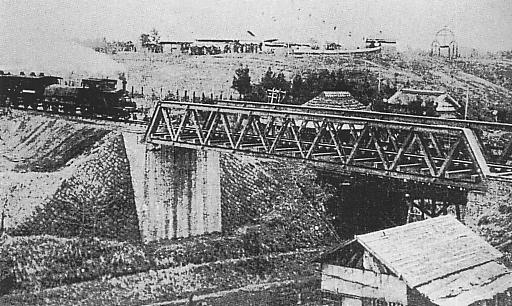
利根運河を越える千葉県営鉄道野田線の列車

千葉県営鉄道（ちばけんえいてつどう）とは、千葉県がかつて運営した鉄道、および建設を予定していた鉄道である。
運営されていた路線についてはいずれも太平洋戦争前に建設され運営されていた。一時は千葉県各所に路線があり運営されていたが、その後いずれも他の鉄道事業者に引き継がれた。
また、戦後に千葉ニュータウンの開発に伴って新線が計画されたが、千葉県単独による建設を断念した後に計画そのものが消滅した。

## かつて運営されていた路線
有吉忠一第11代千葉県知事は、県下の道路事情の悪さおよび他県に比べて鉄道の敷設が著しく遅れていることから、地域開発のために県内各所を連絡する必要があるとして建設を推進した。千葉県には道路修繕に適した砂利が産出せず、県外の割高な砂利を購入しなければならなかった。このため建築費の安い軌道・軽便鉄道に注力することになった。資金は国から借り県債を起こし、また建設には陸軍鉄道連隊を使い費用を抑えた。有吉は後に宮崎県知事となり、宮崎県営鉄道妻線・飫肥線（ともに後に国有化）を建設する。

### 他の鉄道事業者により現在も運行されている路線
- 久留里線 - 1923年（大正12年）9月1日 無償譲渡により国有化。1987年（昭和62年）からJR東日本が運営。
- 野田線 - 1923年（大正12年）8月1日 北総鉄道に譲渡。その後総武鉄道へ社名変更を経て陸上交通事業調整法に基づき1944年（昭和19年）3月1日から東武鉄道が運営。

### 廃止された路線
- 庁南茂原間人車軌道 - 建設のみ。運営は地元の組合が行なった。
- 多古線 - 後の成田鉄道多古線。1927年（昭和2年）4月1日譲渡、1946年（昭和21年）廃止。
- 八街線 - 後の成田鉄道八街線。1927年（昭和2年）4月1日譲渡、1940年（昭和15年）廃止。
- 大原大多喜人車軌道 - 後の夷隅軌道。1927年（昭和2年）廃止[注釈 2]。

### 輸送・収支実績
| 年度 | 輸送人員（人） | 貨物量（トン） | 営業収入（円） | 営業費（円） | 営業益金（円） | その他損金（円）                | 支払利子（円） | 政府補助金（円） |
| ---- | -------------- | -------------- | -------------- | ------------ | -------------- | ------------------------------- | -------------- | ---------------- |
| 1911 | 211,742        | 32,483         | 45,333         | 59,801       | ▲ 14,468       |                                 | 20,000         |                  |
| 1912 | 319,323        | 40,798         | 70,206         | 67,796       | 2,410          |                                 | 35,708         |                  |
| 1913 | 432,279        | 59,001         | 98,688         | 82,848       | 15,840         |                                 | 35,688         |                  |
| 1914 | 422,472        | 63,852         | 100,842        | 90,346       | 10,496         | 利子手数料89                    | 35,600         | 17,029           |
| 1915 | 428,938        | 72,966         | 98,839         | 82,332       | 16,507         |                                 | 35,689         | 17,516           |
| 1916 | 464,370        | 94,523         | 108,026        | 98,684       | 9,342          | 雑損金1,816                     | 33,359         | 17,232           |
| 1917 | 472,706        | 94,180         | 129,689        | 115,456      | 14,233         | 雑損金1,276                     | 32,004         | 12,731           |
| 1918 | 577,167        | 99,475         | 163,211        | 203,919      | ▲ 40,708       | 雑損金15,110                    | 27,628         | 10,447           |
| 1919 | 753,393        | 130,496        | 210,571        | 217,831      | ▲ 7,260        | 軌道営業欠損金8,197 雑損金8,808 | 25,658         | 6,113            |
| 1920 | 783,741        | 128,895        | 286,427        | 281,625      | 4,802          | 雑損金6,033                     | 26,510         | 59               |
| 1921 | 832,674        | 143,081        | 330,869        | 313,306      | 17,563         |                                 |                |                  |
| 1922 | 843,670        | 173,734        | 361,872        | 318,701      | 43,171         |                                 |                |                  |
| 1923 | 473,453        | 65,466         | 188,497        | 218,054      | ▲ 29,557       |                                 | 15,135         |                  |
| 1924 | 238,243        | 26,729         | 99,600         | 139,334      | ▲ 39,734       |                                 | 12,066         |                  |
| 1925 | 250,370        | 25,758         | 79,436         | 122,642      | ▲ 43,206       |                                 | 8,850          |                  |
| 1926 | 293,835        | 18,336         | 80,084         | 172,391      | ▲ 92,307       | 雑損1,202                       | 16,383         |                  |

- 鉄道院年報、鉄道院鉄道統計資料、鉄道省鉄道統計資料、鉄道統計資料各年度版
- 1926年繰越金▲760,777

## 計画路線（北千葉線）
前記の太平洋戦争前に運営された各線とは沿革が異なる路線として、戦後にも千葉県によって計画された鉄道路線があった。千葉ニュータウン開発のため計画された路線で北千葉線と言う名であったが、後に方針転換され、名称も「東京10号線延伸新線」と変更されている。
都営地下鉄新宿線本八幡駅（市川市）から延伸し、新鎌ヶ谷（鎌ケ谷市、現：最寄駅）・印旛松虫（印旛村、現：印西市・印旛日本医大駅）に至る路線として計画され、1972年（昭和47年）3月に都市交通審議会に答申、翌年10月に同区間の免許が交付された。また、当初は印旛松虫から成田ニュータウンを通り成田駅方面まで延伸する計画もあった。このうち第1期線として小室駅 - 千葉ニュータウン中央駅間は北総開発鉄道の第1期線（北初富駅 - 小室駅間）と接続及び同時開業することで当面の旅客輸送ルートを確保する関係から単線（軌間・1435mm）で先行して建設。第2期線を建設するとともに、第1期線の残る一線に本来の軌間 (1372mm) を敷設した上で全線開業（この時点で北総線との直通を中止）し、その後先行開業区間を改軌して完成とする計画としていた。
企業庁により一部区間で用地買収が行われたものの、千葉ニュータウン事業計画が縮小されたこともあり、1978年（昭和53年）には事業が凍結された。また小室 - 印旛松虫間の免許は宅地開発公団へ譲渡され、この区間は後に住宅・都市整備公団により北総鉄道北総線延長として建設された（現在、公団は都市再生機構へ承継され、鉄道事業財産は京成電鉄が新たに設立した千葉ニュータウン鉄道へ有償譲渡）。
残区間は1985年（昭和60年）には運輸政策審議会答申第7号から削除され、1992年（平成4年）には本八幡 - 新鎌ヶ谷間を第三セクターによって将来事業化する方向で決定し、方針転換した。その後2000年（平成12年）には鉄道事業廃止を運輸大臣へ届出、鉄道建設は白紙へ戻されたものの、翌年県議会において「東京10号線延伸新線」の名称で第三セクターによって将来事業化する方向で調査検討をする旨が表明されていた。
しかし、沿線人口増加が見込めないことや、約1400億円の事業費が掛かる上に採算性が見込めないこと、累積赤字を抱えている北総鉄道の減収にも繋がる恐れから「東京10号線延伸新線促進検討委員会」が2013年（平成25年）9月3日限りで解散したため、計画そのものが廃止となった。
現在は、京成バス市川営業所高塚線が、本八幡駅 - 北総鉄道北総線大町駅・東松戸駅間を結んでいる。